# Leonid Michailowitsch Charitonow

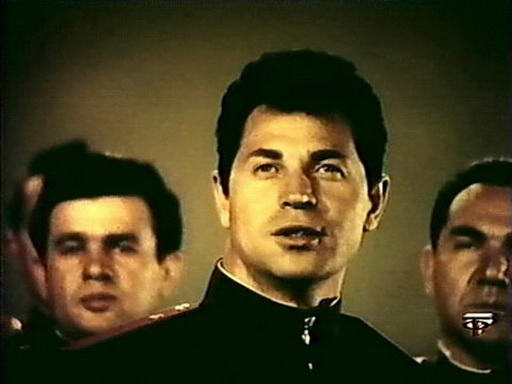
Leonid Charitonow, 1965

Leonid Michailowitsch Charitonow (russisch Леонид Михайлович Харитонов, auch Leonid Kharitonov; * 18. September 1933 in Golumet, RSFSR, Sowjetunion; † 19. September 2017 in Moskau, Russland) war ein sowjetisch-russischer Bassbariton und Solist des Alexandrow-Ensembles.

## Leben
Leonid Charitonow kam in Sibirien im Dorf Golumet (Голуметь) des Rajons Tscheremchowo der russischen Oblast Irkutsk zur Welt. Mit 14 begann er eine Lehre zum Schweißer an der Berufsschule in Irkutsk und fing dort mit dem Gesang an. Im Alter von 17 Jahren zog er nach Irkutsk, wo er als Bühnenbildner am Musiktheater tätig war und im Opernensemble der Irkutsker Philharmoniker sang.
Anschließend zog er nach Moskau und besuchte dort von 1952 bis 1955 die Musikschule am Moskauer Konservatorium.
Mit 20 Jahren trat er in die Sowjetarmee ein und wurde Mitglied des Rotbanner Gesangs- und Tanzensemble der Sowjetarmee (Alexandrow-Ensemble). Er wurde 1965 Solist des Chores und blieb dies bis 1972. Außerdem konnte er während seiner Militärzeit 1956 das Gnessin-Institut Moskau absolvieren. 1972 wurde er Solist an der Moskauer Philharmonie (Московская государственная академическая филармония (МГАФ)).
Sein Element waren Lieder von weitem Atem und dramatischer Intensität. In seinen letzten Lebensjahren trat er oftmals mit Kammermusikwerken russischer und internationaler Klassiker im Radio und in Konzerten auf. Im Westen wurde er ab 1965 vor allem mit dem Lied der Wolgaschlepper bekannt. Er starb 85-jährig in Moskau und wurde dort auf dem Wagankowoer Friedhof bestattet.

## Ehrungen
- Verdienter Künstler des RSFSR (20. Dezember 1967)
- Volkskünstler der RSFSR (1986)